# Dante Alighieri

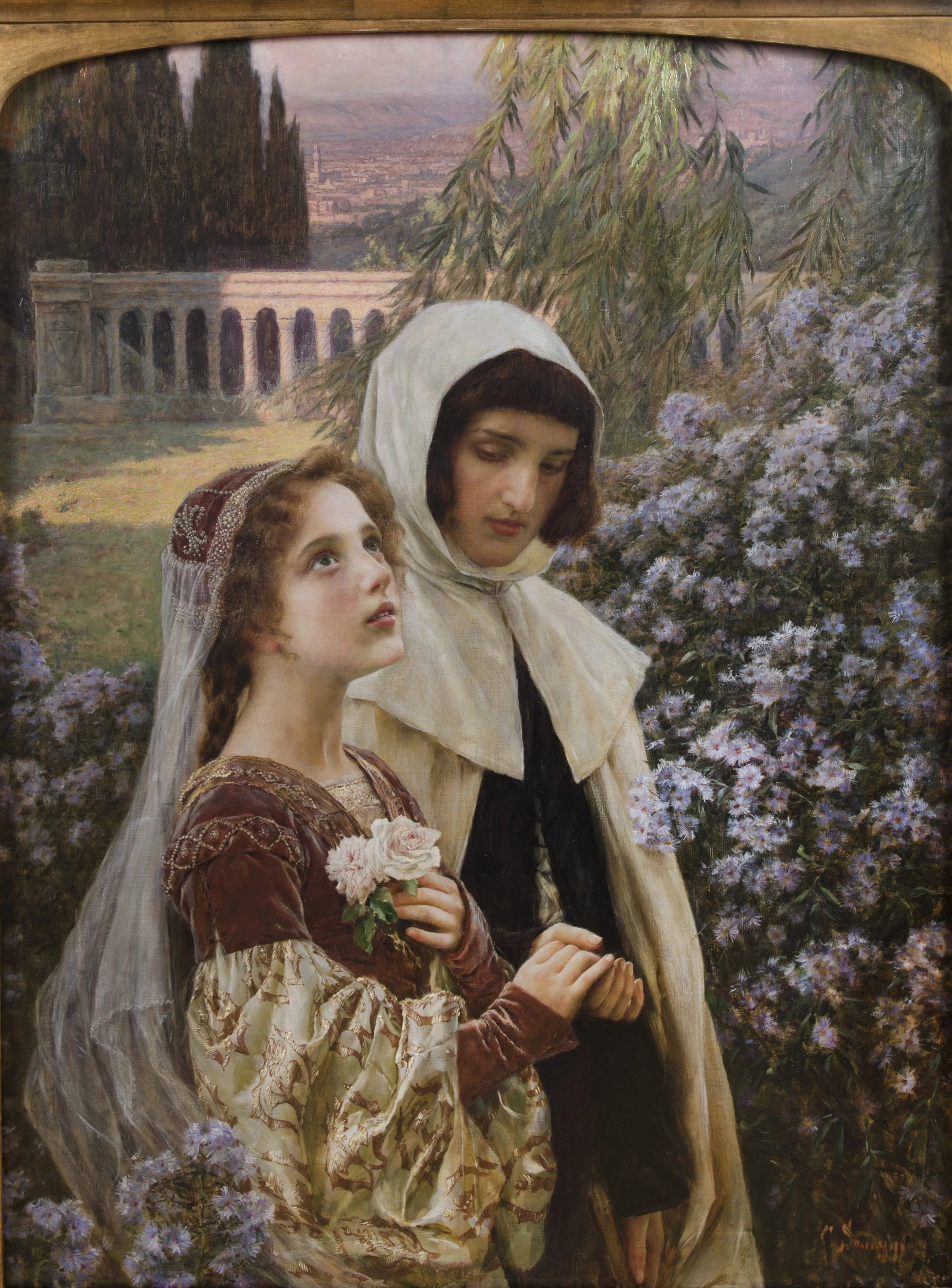
"Dante och Beatrice i trädgården", 1903, av målaren Cesare Saccaggi

Dante Alighieri (även Durante degli Alighieri, ibland kallad enbart Dante), född mellan 18 maj och 17 juni 1265 i Florens i Toscana, död 13 eller 14 september 1321 i Ravenna i Emilia-Romagna, var en italiensk författare, ämbetsman, poet och statslärd.
Dante räknas som en av västvärldens genom tiderna största författare. Mest känd är han för sitt epos Den gudomliga komedin (Divina Commedia; 1307–1321), som brukar räknas som startpunkten för latinets undanträngande till förmån för italienskan, och vars handling förnyade berättarkonsten. Den gudomliga komedin är också ett dokument som för eftervärlden gett en bild av samhället och föreställningarna vid tiden för verkets tillkomst.

## Biografi

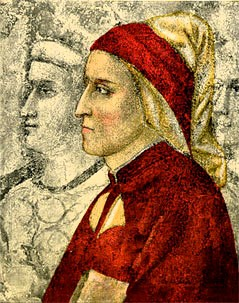
Gravyr föreställande Dante Alighieri, efter förlaga skapad av Giotto i kapellet i Bargello-palatset i Florens under Dantes livstid och innan han utvandrade.

Dante Alighieri föddes 1265 i stadsdelen San Pier Maggiore i Florens. Hans far, Alighiero di Bellincione Alighieri, var bankir. Hans mor, Berta eller Bella degli Abati, dog när han var knappt tio år. Hans födelsedatum är något ovisst; han berättar själv att han föddes i tvillingarnas tecken. Han fick sannolikt sitt dopnamn Durante efter sin morfar, Durante degli Abati; Dante var ett smeknamn han själv tog sig. Fadern gifte om sig med Lapa Cialuffi och fick barn i det nya äktenskapet.
Dantes farfars farfar, som framträder i Den gudomliga komedin, dubbades till riddare av Konrad III. Släkten var dock inte en av de mer inflytelserika adelsätterna i Florens, bland annat eftersom de tillhörde guelferna, det parti som var motståndare till det tysk-romerska rikets kejsarmakt och därvidlag stödde sig till påven . Själva gjorde släkten Alighieri anspråk på att tillhöra den gamla romerska adeln, men dessa uppgifter har inte kunnat styrkas med källor.
Troligen studerade Dante i Santa Croce hos franciskaner, i Santa Maria Novella hos dominikaner, samt i Santo Spirito hos augustiner. Av hans verk och position framkommer att han besatt stor bildning, men endast fåtaliga säkra uppgifter finns om hans utbildning. Tidigt verkar han ha tagit intryck av Brunetto Latini samt av Guido Guinizzelli.

När han var nio år träffade han enligt sin egen senare litterära framställning sin musa, den åttaåriga Bice Portinari, som han kallade "Beatrice", den saliga. I artonårsåldern träffade han henne ofta, och hon blev hans sinnebild för kärleken. Om hon var en verklig person eller en spirituell-litterär konstruktion är ovisst. Kärleken han kände för henne skulle alltid förbli andlig, av det slag som Thomas av Aquino kallade amor amicitiae, kärlek för dess egen skull, enkel och vänskaplig. Efter att han några år senare visat intresse för en annan dam, ignorerade Beatrice honom, och han lovade då att han skulle dikta till hennes ära, så som ingen annan skrivit om en kvinna tidigare. Den person som man har velat identifiera som Beatrice giftes bort med en bankir vid namn Simone dei Bardi, och dog redan 1290. 1293 uppfyllde Dante sitt löfte och skrev I livets vår (Vita nuova); det kallas ofta hans ungdomsverk.
Vid tolv års ålder trolovades han med Gemma Donati, och gifte sig senare med henne. De fick troligen tre söner och två döttrar. Två söner, Jacopo och Pietro, skulle senare gå till eftervärlden för sina kommentarer till faderns verk. Dante fick dessutom åtminstone en dotter, Antonia, som blev nunna i Ravenna och då antog namnet syster Beatrice.
1289 deltog han som kavallerist i striden vid Campaldino mellan Florens och Arezzo 11 juni samt i fälttåget mot Pisa. I Florens var det en ständig maktkamp mellan partier, i vilken lantadeln, borgarskapet och proletärerna stred. När demokraten Giano della Bella stadfäste Florens republikanska rättsordning 1293 förbjöds adeln att tillhöra skrån, vilket republiken krävde för tillträde till ämbeten. 1295 skrevs konstitutionen om, och Dante kunde skriva in sig i ett arti maggiori, läkarnas skrå, vilket var det gille som stod filosofin närmast. Därmed kunde han ägna sig åt politik, och inträdde i Consiglio del Popolo, Consiglio dei Sali och Consiglio dei Cento, där han verkade till 1296. Han sändes som ambassadör till San Gimignano.
Guelfernas parti klövs dock i två läger, de vita och de svarta guelferna, som började kriga sinsemellan. De vita guelferna utgjordes främst av den del av borgerskapet som önskade att stå oberoende av påven, och de svarta av den del av adel och borgerskap ville det motsatta. Efter en avslöjad komplott utbröt sammandrabbningar mellan fraktionerna jubelåret 1300. En av Dantes närmaste vänner var ledaren för de vita guelferna, Guido Cavalcanti, men eftersom Dante utsågs till priore, ett högt ämbete som ingick i republikens regering Signoria, tvingades han deltaga i en förvisning av upprorsmakarna, däribland Cavalcanti. Förvisningen av de vita guelferna återtogs dock på grund av risken för malaria, vilket ledde till ökad spänning med de svarta guelferna. Guido Cavalcanti avled i augusti av sviterna efter förvisningen. Av allt att döma verkar Dante ha handlat i syfte att vara rättvis, men han har ofta sagts sympatisera med de vita guelferna, en åsikt som skulle styrkas senare. De svarta guelfernas ledare Corso Donati var dock av samma släkt som hans hustru.
1301 gick Dante i opposition mot påve Bonifatius VIII genom att förvägra påven trupper; Dantes ofta anförda svar, Nihil fiat, uppfattades i dess tvära korthuggenhet som en skymf. Enligt en utbredd uppfattning sändes han som ambassadör till Rom samma år för statens räkning. I november samma år intog Karl av Valois Florens, och stödde de svarta guelferna, varför de vita guelferna tvingades fly. Dante, som befann sig på resa från Rom, dömdes i sin frånvaro för korruption och mutor, till två års landsförvisning och böter. Anklagelserna var helt påhittade av Corso Donati och de svarta guelferna. När Dante emottog domen betalade han inte böterna inom tre dagar, varför straffsatsen ökade till livstids landsförvisning, och 10 mars 1303 ändrades domen till dödsstraff på bålet. Samma månad hade han varit rådgivare åt vita guelfer som slagit sig samman med ghibellinerna, för ett väpnat uppror som slogs ner vid Castel Puliciano. Han lämnade upprorsgruppen 20 juli 1303 eftersom han tappat tron på detta "onda och enfaldiga sällskap".
Han tillbringade resten av sitt liv i andra italienska stater. Efter att han lämnade Florens skulle han aldrig återse sin hustru Gemma. 1304 befann han sig i Verona, och fortsatte till Padua, Bologna, Lunigiana, Casentino och Lucca. Enligt Giovanni Boccaccio befann han sig åren 1308–1310 i Paris. Hans egendomar hade konfiskerats varför han troligen framlevde i största fattigdom, beroende av partivänners och högadels givmildhet. Han var i perioder verksam som diplomat och förhandlare åt sina beskyddare. Under dessa landsflyktiga år tillkom största delen av Dantes litterära produktion. 1305–1308 skrev han de båda ofullbordade Il Convito och De vulgari eloquentia, samt de dikter som ingår i samlingen Rime. Henrik VII kröntes i Milano 1311, och av bevarade brev framkommer att Dante utan förbehåll ställde sig bakom kejsarmakten. Dessutom ville dock Dante att Florens skulle tillhöra Rom, där Gud hade skapat kristendomens naturliga boning. 1312 begav sig Dante till Pisa för att träffa kejsaren, och då träffade han av en händelse också Petrarca, som bara var åtta år.
Av olika skäl, och efter politiska omvälvningar, dömdes han till döden än en gång 1315, och också hans söner dömdes till döden. 1316 erbjöds de landsförvisade amnesti om de ödmjukade sig inför biskopen i Florens, vilket Dante var för stolt för att gå med på. Hans indignerade svar har titeln "Brev till en florentinsk vän". Vid denna tid sägs han ha vistats hos ghibellinen Uguccione della Faggiuola som tillfälligtvis var härskare av Lucca, men sedan vet man att han vistades hos Can Grande della Scala i Verona.
Inferno publicerades före 1317, och Purgatorio före 1319. Från 1317 och återstoden av sitt liv levde han i Ravenna hos Guido Novello da Polenta, och där avslutade han omkring 1320 arbetet med Paradiso. Efter Paradiso tillkom Monarchia, och i Ravenna tillkom hans Ecologue. Han lät hämta sina barn till Ravenna, och det kan rimligen ha varit den enda längre sammanhängande tiden han tillbringade med dem. Dottern Antonia skulle stanna i Ravenna men sonen Pietro var som vuxen yrkesverksam som advokat i Verona.
Dante avled 1321 i en malaria han ådragit sig under en resa till Venedig. I ett kapell i Ravenna gravsattes han, men då ett påvligt sändebud krävde Dantes kvarlevor för att bränna upp dem, försvann de och gömdes. Han har numera två gravar, en grav i kapellet i Ravenna och en minnesvård i Basilica di Santa Croce di Firenze i Florens. Det har förekommit att hans kvarlevor påståtts ha upphittats på andra ställen än i Ravenna.

## Dantes författarskap
Under sin långa tid i exil skrev Dante sitt mest kända verk, eposet i tre delar Den gudomliga komedin (Divina Commedia), som handlar om en vandring, huvudsakligen under den romerske poeten Vergilius ledning, genom helvetet, skärselden och paradiset; i paradiset följer dock först Beatrice, sedan Bernhard av Clairvaux och sist Gud honom. Verket består av tre delar, Inferno (Helvetet), Purgatorio (Skärselden) och Paradiso (Paradiset), vilka utgavs separat omkring 1317, 1319 respektive 1320. Det var inte förrän 1472 som delarna utgavs tillsammans, och först på 1550-talet med titeln Divina Commedia. Det bör påpekas att Dante själv aldrig omtalade sitt verk som annat än commedia, och det är ovisst om detta blott var en genrebeteckning eller en titel; det var troligen Giovanni Boccaccio som gav det namnet "den gudomliga", i sin biografi Vita di Dante.
I Den gudomliga komedin framträder Dante själv som huvudperson, och under hans vandring i dödsrikena träffar han berömda personer som hamnat i de olika världarna efter döden, och samtalar med dem. Han får därmed kunskap om hur deras synder och förtjänster dömts. Storheten i detta verk beror enligt Kurt Aspelin på att den har en dynamisk estetisk energi som gör att den alltid har en aktuell innebörd som frambringas av den situation den läses i. Detta har givit den ett traditionsvärde, den har blivit en klassiker, ett "typvärde för den västerländska bildningstraditionen". Den har anförts, alluderats och inspirerat, från Francesco Petrarca, August Strindberg, T.S. Eliot, Eiichiro Oda, Bret Easton Ellis American Psycho, Nirvana, till påve Benedictus XVI. Dante Sparda är en TV-spels-figur som är löst baserad på Dante Alighieri. Den gudomliga komedin kan med andra ord läsas utifrån vitt skilda trosuppfattningar, men ofta ses det som ett kristet epos, med ett religiöst budskap. Den har också sagts vara en allegori om livet, skildrat genom dödsriket för att få ett slut på fördärvet i världen.

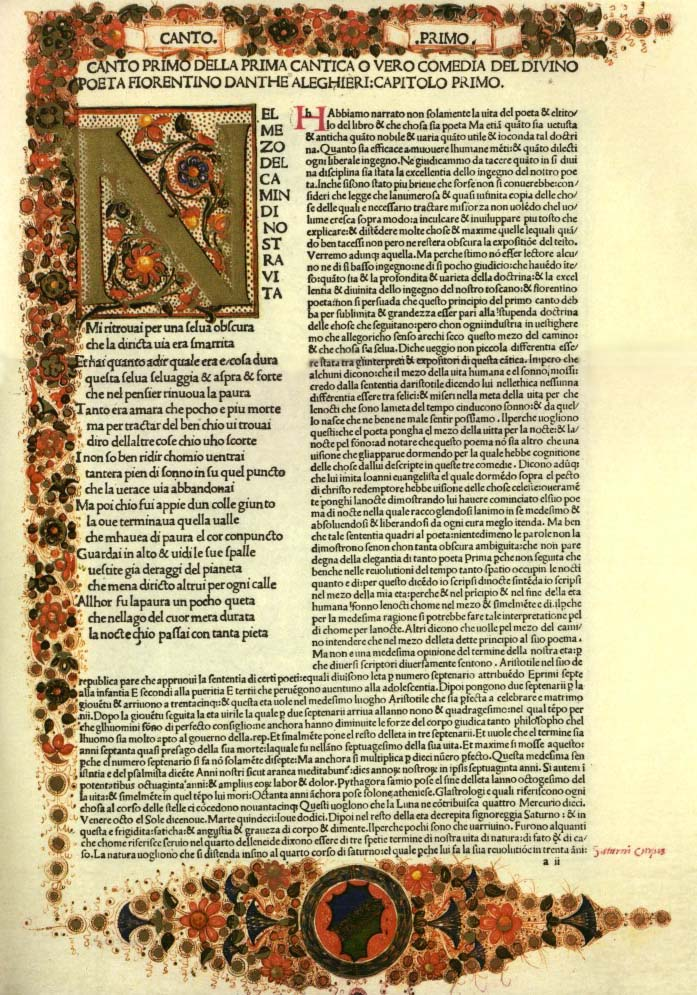
Första sidan ur en utgåva av Den gudomliga komedin.

Framför allt är Dante känd för eposet Den gudomliga komedin, men han har även författat andra verk som fortfarande läses. I livets vår (Vita nuova; 1294) är ett verk som är helt ägnat åt Beatrice, och består av 25 sonetter, 4 canzoner, 1 ballad och 1 strof, samt ett förord (ragioni) och en kommentar (divisioni) av författaren. Han har dessutom skrivit flera dikter som går under titeln Canzoniere eller Rime som lovsjunger andra kvinnor än Beatrice. Fiore och Detto d'Amore är två episka dikter med samma handling som Romanen om rosen. Av Detto d'Amore finns bara inledningen bevarad.
Vid sidan av sin skönlitterära produktion har Dante skrivit vetenskapliga verk: Convivio (Gästabud) vars titel anspelar på Platons Gästabudet, samt De vulgari eloquentia, är båda inlägg i den språkreform som ägde rum under hans tid, då latinet långsamt ersattes av italienska. Svallvågen av händelsen spred sig över Europa, och med tiden blev de respektive folkspråken dominerande i den lärda världen. I den senare är han en föregångare till språkhistorisk forskning och dialektologin, samt förespråkar bruket av folkspråk i officiella sammanhang.
Questio de aqua et terra (1320) är en kort avhandling i geografi, där han bland annat utgår från Guds närvaro i naturen, och kritiserar naturvetenskapen.
I det statsvetenskapliga verket Monarchia vill han bevisa att en monarki med centrum i Rom är naturligt, Guds vilja och logiskt, samt att en monark inte lyder under någon annan än Gud. För Dante utmärks den noblaste ordningen av att allt är på sin rätta plats, och utifrån detta resonemang slår han fast att ett imperium är det enda rättfärdiga statsskicket, i syfte att upprätthålla rättvisa, att människans förnuft ska kunna utvecklas positivt och för att medborgarna ska kunna vara fria. Dante argumenterar för tesen att Kristus visade att kejsar Augustus auktoritet var legitim, och att pontifikatet är aposteln Petrus, inte Kristus, efterföljare. Kejsarmakten och pontifikatet har enligt Dantes synsätt två olika funktioner för människan: Kyrkan skall leda människan till frälsningen, och kejsaren skall leda människan till den förgängliga och jordiska lyckan. Han anses med detta verk fullborda den teori om kejsardömet som dels byggde på Gamla testamentets bebådelse om de fyra världsrikena, dels på Jordanus av Osnabrücks och Alexander von Roes idéer om "translatio imperii". Monarchia har tillkommit efter Paradiso; i bok 1, kapitel 12, diskuterar Dante omkring människans fria vilja, vilket han definierar som att ställa sig över sina begär, och avslutar resonemanget med att skriva att han redan i Paradiso sagt att den fria viljan är Guds största gåva till människan. Monarchia är en av de böcker som förbjöds under inkvisitionen, i Index Librorum Prohibitorum (1559). 1948 var den inte längre förbjuden.

## Folkspråket
Vissa vetenskapliga verk har Dante författat på latin. I sitt skönlitterära författarskap skapade han dock ett skriftspråk som italienskan bygger på, om vilket han diskuterar i Convivio och De vulgare eloquentia. Vid tiden då Dante levde var latinet det egentliga skriftspråket, av Dante och hans samtid kallat grammatica, till skillnad från folkspråken eller dialekterna, latium vulgare. Redan före Dante hade visserligen till exempel Franciskus av Assisi skrivit Franciskus solsång på umbriskt folkspråk Ordet "italienska" har tillkommit efter Dantes levnad, någon gång på 1300-talet, och det är en definitionsfråga om man ska kalla hans språk italienska eller toskanska, en dialekt av latin. Tore Janson påpekar i Språken och historien att Dante själv verkar anse att hans språk och latinet egentligen är samma, men gör en jämförelse med inledningsverserna av Den gudomliga komedin:
Nel mezzo del cammin di nostra vita/ mi ritrovai per una selva oscura
Så låter originalet. Om Dante skrivit på latin hade det i stället hetat:
In medio cursu vitae nostrae/ eram in silva obscura
Det Dante gjorde var att skapa ett nytt språk, baserat på det talade språket, som emanerat ur latinet. Den gudomliga komedin var alltså inte enbart en populär berättelse, utan föregångare till det italienska språket. Och därmed skapades så småningom en känsla av att vara italienare, menar Janson, varför Dante fick en stor betydelse för framväxandet av nationalkänsla, i Italien och annorstädes.

## Dantes estetik, stil och influenser

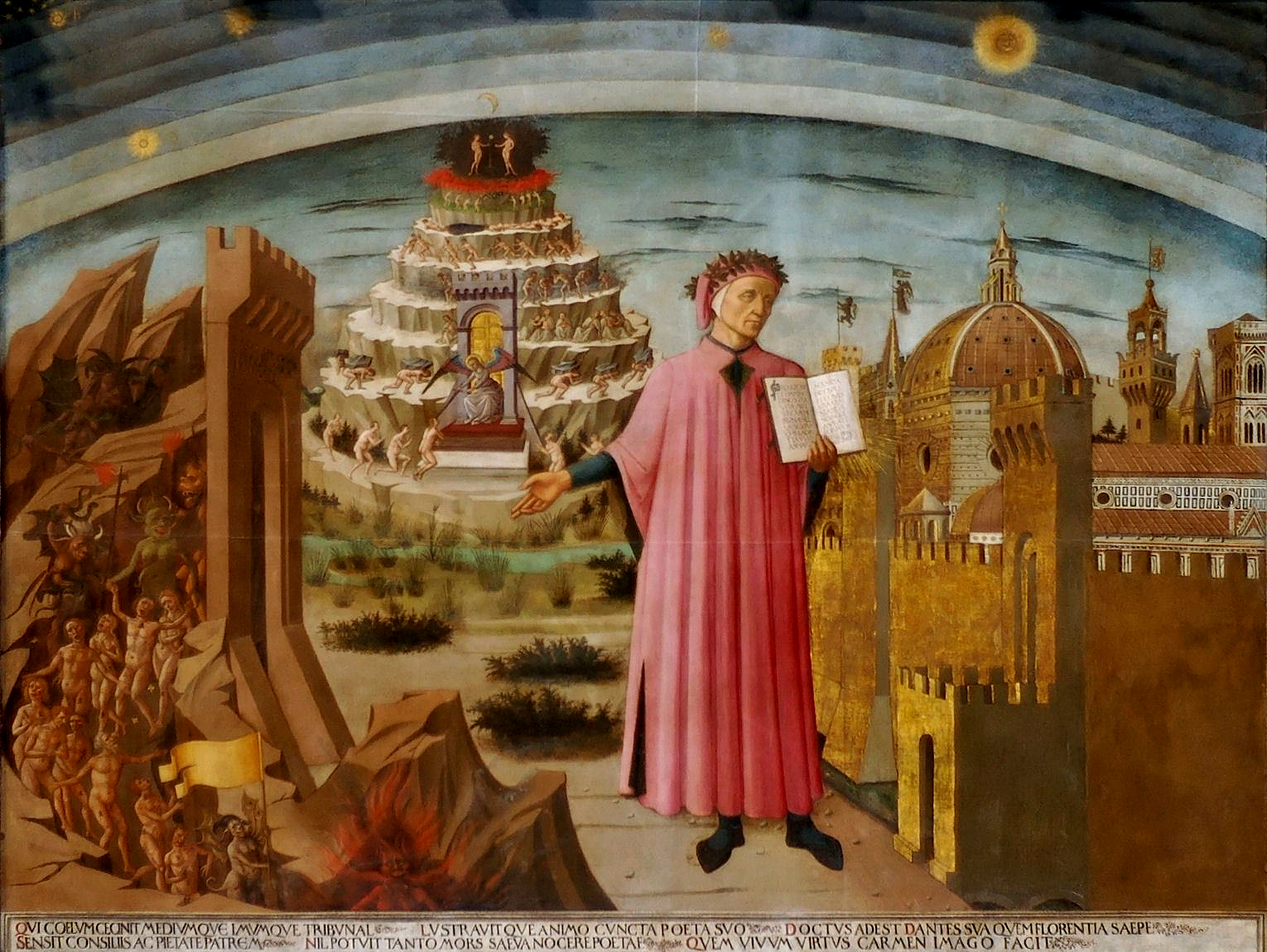
Dante Alighieri, fresk av Domenico di Michelino från katedralen i Florens, Santa Maria del Fiore.

I sina vetenskapliga skrifter är Dantes stil lättläst och tydlig. Löpande ger han hänvisningar till vetenskapliga verk och filosofer, samt bygger verifikationen på logikens lagar. På grund av hur den vetenskapliga världsuppfattningen var skildrad, kan hans premisser vara främmande för nutida, sekulariserade läsare. Hans skönlitterära alster är å andra sidan svårtillgängliga bitvis, och torde så ha varit redan under hans samtid. Genom hans kommentarer till dikterna i I livets vår kan läsaren få en tolkningsnyckel till dess sonetter, och för att förstå kryptiska passager i Den gudomliga komedin kan läsaren jämföra med ett brev till Cangrande della Scala (XIII i Epistulae) och Convivio: där framgår att Den gudomliga komedin var tänkt att fungera som berättelse i två eller fyra semantiska dimensioner, i likhet med hur skolastikerna tolkade Bibeln. Fiktionen utgörs med andra ord av högst genomtänkta allegorier. Så tolkade man även Homeros och Vergilius på den tiden, vilket innebar att verkens hedniska innehåll inte stred mot de kristna dogmerna. Autenticiteten i brevet har ifrågasatts, varför inte alla forskare är eniga om hur många dimensioner Den gudomliga komedin har.
Den estetiska stil som Dante brukar föras till är dolce stil nuovo, "den ljuva nya stilen", i vilken världslig kärlek är dess huvudsakliga motiv. Dantes stil nuovo är i högre grad ett litterärt grepp som är inspirerat av Höga visan, sufismens brudmystik och Bernard av Clairvaux Mariakult, där den jordiska och den religiösa kärleken är komplexa metaforer. Beatrice i Dantes diktning är följaktligen både en jordisk person och en himmelsk varelse, och hans religiöst mystiska kärlek till henne är vägen till frälsningen. Till skillnad från den profana diktningen i stil nuovo har Beatrice sannolikt en mångbottnad innebörd, och symboliserar jungfru Maria, en salig förklaring, eller en form av de högsta representationerna av kärleken. Det finns flera avhandlingar om Beatrice, vilken roll hon spelar i diktningen och vad hon symboliserar och om hon symboliserar något. Dolce stil nuovo har rötter i trubadurdiktningen, och hade skapats av Guido Guinizzelli. Som Hans Robert Jauß visat införde Dante i De Vulgari Eloquentia normen för vilka temata som var värdiga den nya höga stilen: allmän välgång (Salus), kärleken (Venus) och etiken (Virtus), vilket senare diktare tog efter. En annan poet som Dante har influerats av var Guido Cavalcanti som påverkad av Aristoteles och Averroës upphöjde den naturliga filosofin. I Convivio visar Dante hur man bäst bör läsa litteratur, och dessutom finns hans poetik klart verbaliserad där.
Att Dante läst Vergilius är påfallande i Den gudomliga komedin – Vergilius själv har en framträdande roll i eposet – men till skillnad från sina stora föregångare, som nedtecknande myter och legender, är hans verk i högre grad en ren fiktion, åtminstone till dess bokstavliga betydelse. Av Homeros hade Dante som mest läst några översatta brottstycken, eftersom han inte kunde grekiska och det inte förelåg någon komplett latinöversättning av Homeros verk (den tillkom först efter Dantes död och bekostades bland annat av Petrarca och Boccaccio). Att han inte var särskilt bekant med Homeros och i huvudsak förlitade sig på andrahandskällor blir uppenbart när man i Den gudomliga komedin läser hans redogörelse för Odysseus öden och äventyr.
Trots att en stor del av Dantes skönlitterära produktion har tydliga drag av självbiografi, anses det stundom på grund av de fiktiva elementen vara otillbörligt att okritiskt läsa hans verk som biografiska fakta. Att Den gudomliga komedin skulle vara fiktion även i en djupare mening, tillbakavisas emellertid av den så kallade "teologiska tolkningsskolan", med företrädare som Charles S. Singleton och Robert Hollander, ett par auktoriteter inom Dante-forskningen.

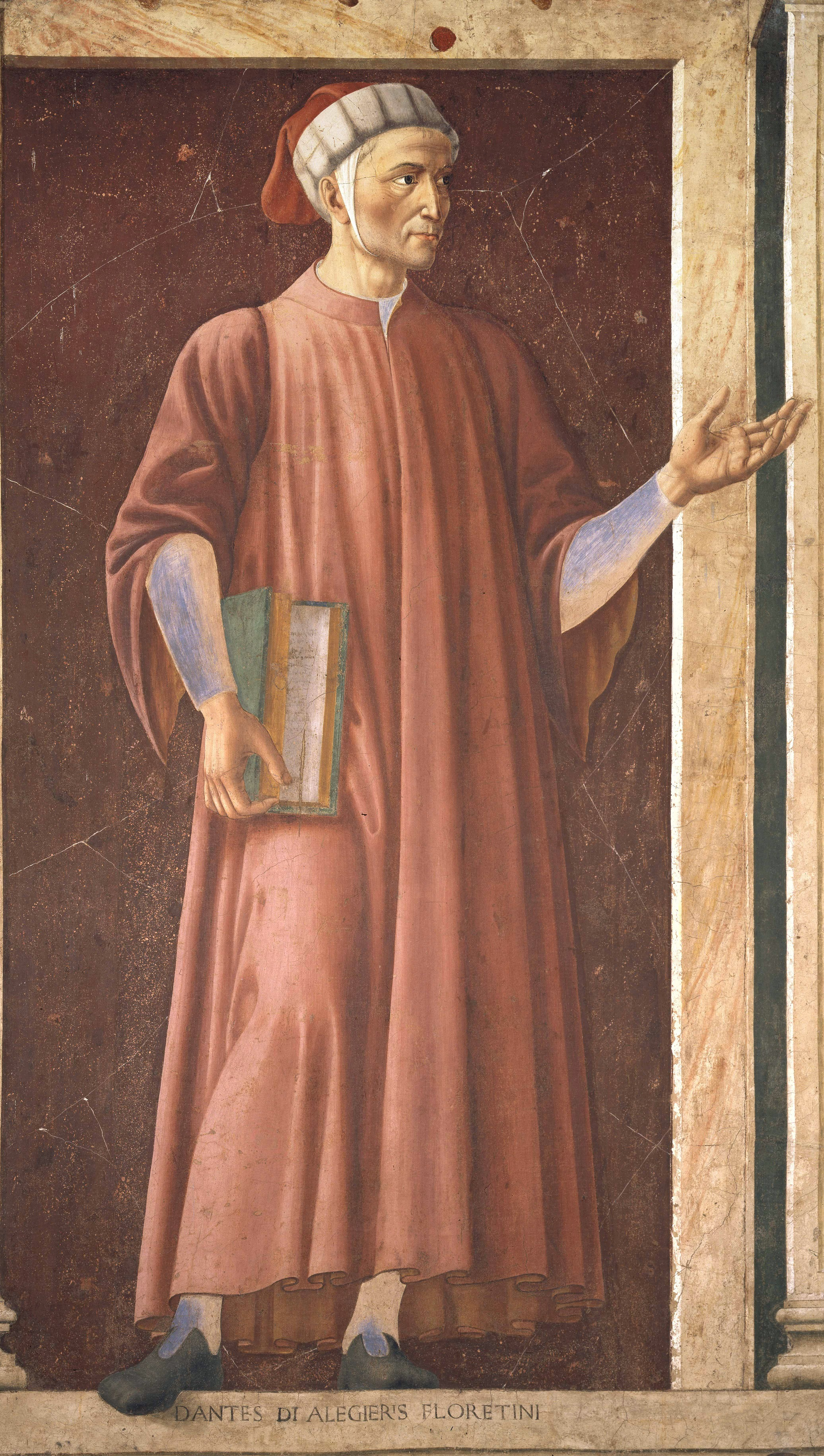
Fresk av Andrea del Castagno.

Dantes filosofiska referensram utgjordes huvudsakligen av Aristoteles, Thomas av Aquino, Cicero, Bonaventura, Boethius. Huruvida man bör tolka honom i termer av nyplatonism är omstritt, och likaså om han i nämnvärd grad påverkats direkt av Averroës. Dantes relation till Orienten är djupt präglad av medeltida kristna värderingar, men detta gäller även hans förhållningssätt till "hedningarna" under antiken. Således placerar han Muhammed, Averroës, Aristoteles, Platon och Aeneas i helvetet i Den gudomliga komedin, men där placerar han också Abraham. Detta hindrar inte att han i sina vetenskapliga verk använder dessas auktoriteter för att argumentera för en tes; i Convivio kallar han Aristoteles rätt och slätt Filosofen. För hur det orientaliska representeras i det verket har Edward Said skarpt kritiserat Dante, och påpekar att det huvudsakligen är Muhammeds sensualitet som väcker Dantes avsky. De senaste århundradens studier av Den gudomliga komedin har konfronterats med det etiska problemet med karaktärerna i Inferno; dels att förstå Dantes märkbara sympati med dem han utdömer som syndare, dels att förlika sig med vad som döms som synd. Muslimska berättelser om profetens himmelsfärd var i alla fall viktiga inspirationskällor för Dante.
Fastän Dantes diktning måste föras till den profana litteraturen, har den också kallats kristen. Det kristna i Dantes diktning är kärleksbudskapet och hur han förstår kärleken. Den högsta kärleken för Dante är den andliga, outsägliga, förklarade och sublima, och att uppgivandet av ens egen vilja är i harmoni med Gud; dessa tankar finns såväl i Den gudomliga komedin som i Monarchia; redan i I livets vår är objektet för kärleken förandligad, tusen kärleksandar har fått liv i Hennes ögon och Hon betvingar onda själar. I Convivio (bok II-IV) ger Dante en explicit förklaring av kärlekens väsen och hans egna erfarenheter. Kärleken är vad som föder dygderna, och i Gud finns kärleken samlad i dess mångfald, i form av ljus och nåd.
Symbolerna är konsekvent förankrade i Dantes kultur; de hämtas framför allt från Bibeln, och bygger därmed en bro mellan den religiösa och den profana diktningens uttrycksformer. Den rikliga mängden symboler och dessas avgörande betydelse för förståelsen av hans skönlitterära verk, gör att läsaren måste vara förtrogen med Dantes litterära arv för att förstå texterna. Eftersom Den gudomliga komedin är ett verk som ska handla om allt, är den också svårare att tillgodogöra sig än den mera direkt profana diktningen, som I livets vår.
Att genrebestämma hans verk är problematiskt; Jauß påpekar att genrebegreppet inte var lika utvecklat under denna tid, utan skrifter klassificerades ofta efter deras stil och form. Poesin, där poetiken kommit längre i klassifikationen, är i högre grad profan än eposet men även mera skönlitterär. Den gudomliga komedin har ett didaktiskt syfte, och med allegorin, fiktionen, har Dante inte haft estetiska intentioner i första hand. Benämningen "komedi", som troligen inte hade samma innebörd som idag, anger å andra sidan att verket var just skönlitteratur och inte ren fakta. Enligt Erich Auerbach kan valet av komedi som titel ha tre betydelser: att den var skriven på folkspråk, att den slutar lyckligt, eller att skilja den från den mindre realistiska, och högre, genren poesi. Från medeltiden finns flera berättelser bevarade om resor till helvetet eller himlen och återkomster till livet, så i Inferno anknyter Dante till en etablerad genre. Att berätta om en resa från helvetet till skärselden och paradiset och beskriva mötet med Gud, hade emellertid inte tidigare gjorts.

## Medeltiden eller renässansen
Jacob Burckhardt framlägger i sin klassiska Die Kultur der Renaissance in Italien (1860) hur central Dante var för humanismen, den humanism som uppstod ungefär samtidigt som renässansen. Trots att Dante traditionellt förs till medeltiden, kan renässansens födelse knappast beskrivas utan honom. Burckhardt menar att den individualism som Den gudomliga komedin genomsyras av inte hade kunnat komma i tryck någon annanstans, och att den präglas av att den subjektiva sanningen upphöjs till allmängiltig. Dante vinnlade sig om att skapa någonting som aldrig tidigare skrivits, påpekar Burckhardt. I Dantes brev skriver han hur besviken han blivit på de berömda männen, och detta är en tanke som återkommer i det mesta hans skrivit, bortsett från ungdomsdiktningen. Burckhardt är av den uppfattningen att tankegodset i Den gudomliga komedin för den till medeltiden, men att den ändå måste sägas vara födelsen av hela den moderna litteraturen genom dess beskrivning av den mänskliga naturen. I sann medeltida anda tecknas dock de historiska personerna i Den gudomliga komedin som typ-karaktärer, och när deras jordiska levnad återberättas har det en funktion att skildra det universella.

## Eftermäle
Nedslagskratern Dante på månen och asteroiden 2999 Dante är uppkallade efter honom.

## Dante i svensk översättning

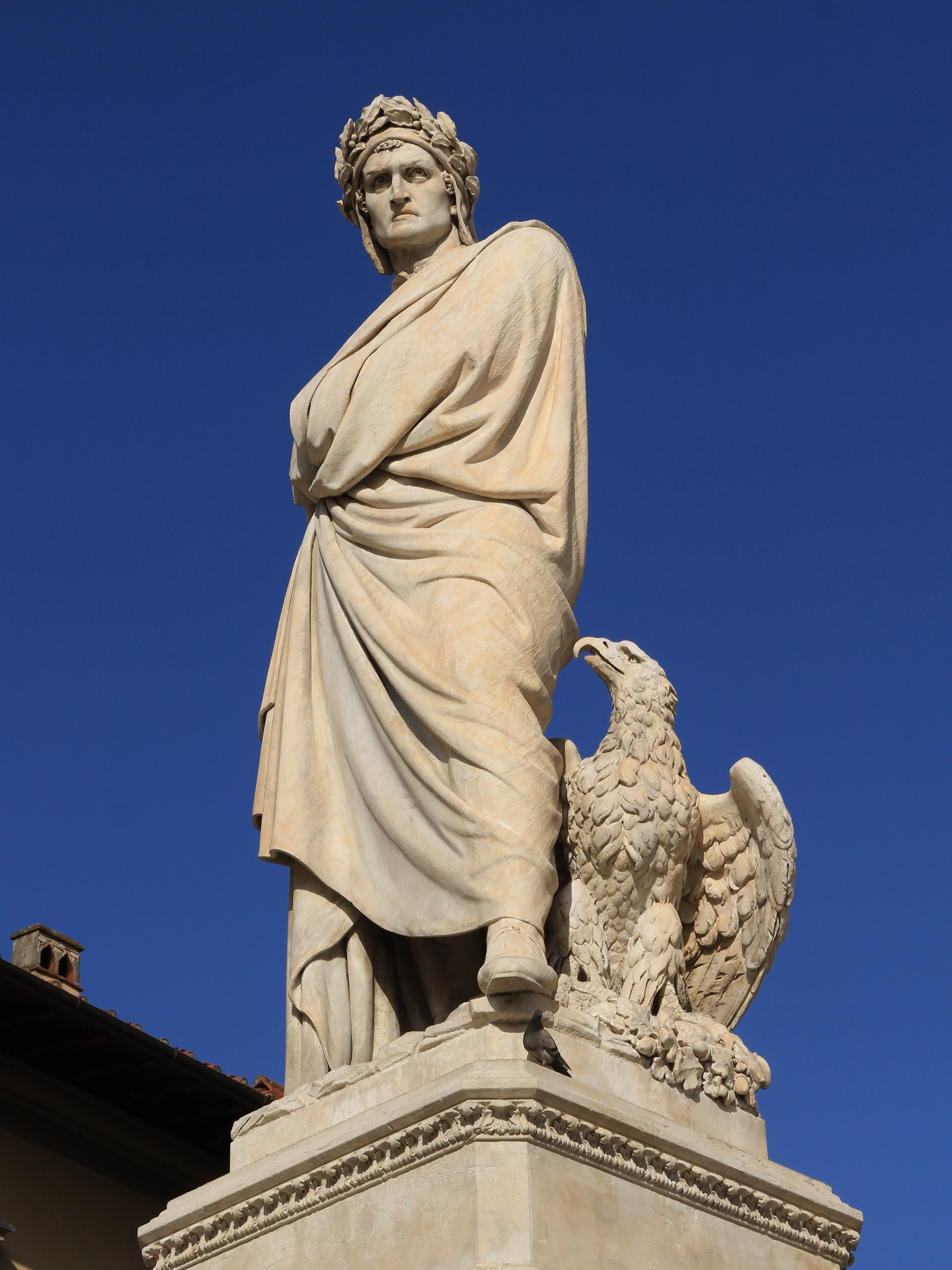
Dante av Enrico Pazzi (1865), Florens, Piazza Santa Croce

Inte förrän 1856–1857 blev Dante översatt till svenska. Det var prästen Nils Lovén som stod för den första översättningen av Den gudomliga komedin, men den brukar anses halta och vara tung. Före Lovén hade Carl Wilhelm Böttiger påbörjat en översättning som dock inte hann fullbordas före dennes död. Böttiger var å andra sidan den första som skrev om Dante på svenska, och introducerade honom i svenskt tryck med alster som Om Dantes lif och skrifter (1865) och Dantes Commedia Divina (1875). Sedan dess har Den gudomliga komedin översatts ett flertal gånger. Mer kända översättningar har åstadkommits 1902–1903 av Edvard Lidforss, som även skrev en kommentar, 1966 av Åke Ohlmarks, samt av Ingvar Björkeson med kommentarer 1983.
Fredrik Wulff översatte Vita nuova 1897, med titeln I livets vår: Dantes Vita nuova i svensk dräkt.

### Övriga verk i svensk översättning
- Om vältalighet på folkspråket = De vulgari eloquentia (översättning av Eric Cullhed och Gustav Sjöberg) (Italienska kulturinstitutet "C.M. Lerici", 2012) [tvåspråkig utgåva]
- Convivio (Convivio) (översättning Paul Enoksson) (Atlantis, 2013)